# L. Carl Brown
Pour les articles homonymes, voir Brown.
L. Carl Brown ou Leon Carl Brown, né le 22 avril 1928 à Mayfield (Kentucky) et mort le 8 avril 2020 à Mitchellville (Maryland), est un universitaire américain, professeur émérite d'histoire à l'université de Princeton.

## Biographie

### Études
Né le 22 avril 1928 à Mayfield dans le Kentucky, il obtient un bachelor de l'université Vanderbilt en 1950 puis passe par l'université de Virginie, où il obtient un master, et la London School of Economics, à chaque fois durant un an. Il intègre ensuite le Service extérieur des États-Unis, servant dans les ambassades à Beyrouth puis Khartoum. Rentré en 1958, il étudie à l'université Harvard, où il obtient un PhD en histoire et études moyen-orientales en 1962, avant d'y devenir professeur assistant d'études moyen-orientales.

### Carrière universitaire
Il rejoint l'université de Princeton en 1966 comme professeur assistant d'études orientales, puis devient directeur du département et du programme en études proche-orientales en 1969, servant dans ces deux fonctions jusqu'en 1973. Cette même année, il reçoit une bourse Guggenheim. Professeur invité à l'université américaine au Caire en 1973-1974, il conserve la fonction de directeur du programme en études proche-orientales de Princeton jusqu'à sa retraite en 1993.
En parallèle, il est un membre fondateur de la Middle East Studies Association (en), qu'il préside en 1975-1976, et intègre la direction de l'Institute of Current World Affairs et du Middle East Studies Institute (en).
En 1985, il contribue à la production d'une série de documentaires pour la télévision dans le New Jersey, plus spécifiquement celui intitulé Islam and Politics où sont évoquées les racines du fondamentalisme islamique dans un contexte d'influence occidentale.
Durant sa carrière, il rédige et édite de nombreuses publications, remportant notamment l'Arkansas Arabic Translation Award en 2005 pour sa traduction de Consult Them in the Matter: A Nineteenth-Century Islamic Argument for Constitutional Government, un traité d'Ibn Abi Dhiaf (bureaucrate tunisien du XIXe siècle).

### Vie privée
Il se marie en 1953 avec Anne Winchester Stokes, morte en 2017, avec qui il a trois enfants : Jefferson, Joseph et Elizabeth.
Il meurt le 8 avril 2020, deux semaines avant son 92e anniversaire, à Mitchellville dans le Maryland.

## Publications
- (en) Charles A. Micaud (en), L. Carl Brown et Clement Henry Moore, Tunisia : The Politics of Modernization, New York, Frederick A. Praeger, 1964, 205 p.
- (en) L. Carl Brown, State and Society in Independent North Africa, Washington, Middle East Institute, 1966, 332 p.
- (en) Kheireddine Pacha (trad. L. Carl Brown), The Surest Path : The Political Treatise of a Nineteenth-Century Muslim Statesman, Cambridge, Harvard University Press, 1967, 182 p.
- (en) L. Carl Brown, From Madina to Metropolis : Heritage and Change in the Near Eastern City, Feltham, Darwin Press, 1973, 343 p. (ISBN 978-0-87850-007-9).
- (en) L. Carl Brown, The Tunisia of Ahmad Bey : 1837-1855, Princeton, Princeton University Press, 1975, 207 p. (ISBN 978-0-691-64519-3).
- (en) L. Carl Brown et Norman Itzkowitz (en), Psychological Dimensions of Near Eastern Studies, Feltham, Darwin Press, 1977, 382 p. (ISBN 978-0-87850-028-4).
- (en) L. Carl Brown, International Politics in the Middle East : Old Rules, Dangerous Game, Berkeley, University of California Press, coll. « Princeton Studies on the Near East », 1984, 248 p. (ISBN 978-0-691-10159-0).
- (en) L. Carl Brown, Centerstage : American Diplomacy Since World War II, Teaneck, Holmes & Meier, 1990, 498 p. (ISBN 978-0-8419-1265-6).
- (en) Cyril E. Black et L. Carl Brown, The Modernization of the Ottoman Empire and Its Afro-Asian Successors, Feltham, Darwin Press, 1992, 418 p. (ISBN 978-0-87850-084-0).
- (en) L. Carl Brown, Imperial Legacy : The Ottoman Imprint on the Balkans and the Middle East, New York, Columbia University Press, 1996, 337 p. (ISBN 978-0-231-10305-3).
- (en) L. Carl Brown et Matthew S. Gordon, Franco-Arab Encounters : Studies in Memory of David C. Gordon, Beyrouth, American University of Beirut, 1996, 484 p. (ISBN 978-0-8156-6095-8).
- (en) L. Carl Brown, Religion and State : The Muslim Approach to Politics, New York, Columbia University Press, 2000, 256 p. (ISBN 978-0-231-12039-5).
- (en) L. Carl Brown, Diplomacy in the Middle East : The International Relations of Regional and Outside Powers, Londres, I.B.Tauris, 2000, 400 p. (ISBN 978-1-86064-640-9).
- (en) Ibn Abi Dhiaf (trad. L. Carl Brown), Consult Them in the Matter : A Nineteenth-Century Islamic Argument for Constitutional Government, Fayetteville, University of Arkansas Press, 2005, 158 p. (ISBN 978-1-55728-803-5, lire en ligne).